# Гірнича промисловість Танзанії
Гірнича промисловість Танзанії.

## Загальна характеристика
У країні видобувають алмази, фосфорити, золото. У 1990-х рр. в Танзанії було прийняте гірниче законодавство, одне з найліберальніших у світі, що створило в країні сприятливий інвестиційний клімат. Зокрема, не стягуються податки на прибутки гірничорудних компаній і мита на імпорт гірничого обладнання, а ліцензійні платежі за право розвідувальних робіт і освоєння родовищ мінімальні. При цьому країна має дешеву робочу силу і електроенергію та відрізняється зручно розташованими водними транспортними артеріями. У кінці ХХ ст. надходження до державного бюджету від гірн. промисловості зростали (1997 р. — 200 тис. дол., 1998 р. — 600 тис. дол.). Експорт продукції мінерально-сировинного сектора економіки Танзанії на межі ХХ-XXI ст. має чітку тенденцію до зростання (табл. 1). Асигнування на геологорозвідувальні роботи в 1998 становили 58 млн дол. або 13% від загальних в Африці.
Таблиця 1. — Динаміка танзанійського мінерального експорту (млн дол. США)
| Мінерали                       | 1998  | 1999  | 2000   | 2001   |
| Алмази                         | 12,11 | 32,35 | 45,75  | 30,55  |
| Золото                         | 3,34  | 38,95 | 120,53 | 262,6  |
| Дорогоцінні камені             | 8,13  | 14,04 | 18,50  | 18,76  |
| Інші мінерали (фосфорити тощо) | 0,02  | 0,23  | -      | -      |
| Разом                          | 23,60 | 85,57 | 184,78 | 311,91 |

## Окремі галузі
Золотодобувна підгалузь. Капіталовкладення в золотодобувний сектор країни за 1997–2002 рр. становили 720 млн дол. У 1998 р. компанії Resolute і Ashanti поставили до ладу золотодобувне підприємство Golden Pride на родовищі з достовірно підрахованими запасами в 84,0 т Au. Продовжувалося будівництво підприємств Geita компанії Ashanti і Bulyanhulu компанії Kahama Mining [Mining J. — 1999. — Annual Rev. — Р. 97]. У 1999 р став до ладу золотодобувний рудник на родов. Ґолден-Прайд в поясі Нзега. У 2000 р. його продуктивність досягла 7 т золота. На родов Ґейта (Geita) за участю компаніями Ashanti Goldfields і AngloGold Ltd. (ПАР) побудовано гірничо-збагачувальний комбінат річною потужністю 15,5 т металу (переробка руди — 4 млн т/рік), який став до ладу у 2000 р. У перспективі компанії планують збільшення продуктивності збагачувальної фабрики до 7 млн т/рік. Робота комбінату розрахована на 12-20 років. [Mining Eng. (USA). — 2000. — 52, 7. — Р. 25; Mining Journal. 2000. V.334, № 8587]. У 2001 р. канадською компанією Barrick Gold Corp. був введений в дію рудник Булянхулу (Bulyanhulu), розташований за 100 км південно-західніше м. Мванза. Рудник включає шахту, кар'єр невеликої глибини, збагачувальну фабрику. Стартова річна продуктивність підприємства 8-9 т золота, з 2003 р — 12 т зі зростанням потужності до 25 т золота на рік [African Mining. 2000. V.5, № 5]. В середині 2001 р. почалося розкриття руд кар'єром на родовищі Північна Мара (австралійська компанія East African Gold Mines). З вересня 2002 р планується добувати до 5.3-5.8 т золота на рік і поступово нарощувати річну потужність підприємства до 7-8 т. Компанії Pangea Goldfields Inc. і Barrick Gold Corp. ведуть будівництво добувного підприємства, яке буде відпрацьовувати родовище Ґолден-Рідж кар'єром, а вилучати золото методом купчастого вилуговування; проектна потужність — до 9 т золота на рік. Підприємство стає до ладу в кінці 2002 р.
Таким чином, в Танзанії в недалекому майбутньому очікується різке збільшення видобутку золота. Якщо з введенням в експлуатацію родовищ Ґолден-Прайд і Гейта видобуток золота в 1998 і 1999 рр. становив, відповідно, 5.5 і 9.2 т, то з виходом їх на планову продуктивність і з пуском нових підприємств (Булянхулу, Північна Мара, Ґолден-Рідж і інш.) в 2000 р. в країні було видобуто вже близько 18.5 т металу, а в 2001 р — 35 т. Таким чином Танзанія в 2001 р займає 3-є місце з видобутку золота на континенті, витісняючи Малі на 4-е місце. Передбачається, що в середині першого десятиріччя XXI ст. Танзанія буде видобувати щорічно до 45 т золота.